# Мандела Кейта
Мандела Кейта (фр. Mandela Keita, нар. 10 травня 2002, Левен) — бельгійський футболіст гвінейського походження, півзахисник італійської «Парми» та національної збірної Бельгії.

## Клубна кар'єра
Народився 10 травня 2002 року в місті Левен. Вихованець юнацьких команд футбольних клубів «Ауд-Геверле» та «Генк». 21 березня 2021 року в матчі проти «Мехелена» (2:2) він дебютував за першу команду «Ауд-Геверле» у Жюпіле-лізі. З сезону 2021/22 став основним гравцем рідного клубу, по завершенні якого у липні 2022 року контракт із Кейтою було продовжено до 2025 року.
31 січня 2023 року Кейта був орендований «Антверпеном» на решту сезону з можливістю викупу за 10 млн. євро. Кейта швидко став основним гравцем команди і допоміг їй здобути історичний «золотий дубль». Влітку 2023 року Мандела повернувся до «Ауд-Геверле», оскільки «Антверпен» вважав завищеним ціну на викуп контракту гравця, і півзахисник зіграв за рідну команду ще один матч чемпіонату. Тим не менш перемовини між клубами тривали і на початку серпня 2023 року сторони досягли згоди щодо нової угоди про оренду. Цього разу опція викупу була обов'язковою за суму від 7 до 8 мільйонів, що означає, що Кейта по завершенні оренди підпише повноцінний контракт на чотири роки.

## Виступи за збірні
Протягом 2021–2023 років залучався до складу молодіжної збірної Бельгії, з якою взяв участь у молодіжному чемпіонаті Європи 2023 року в Румунії та Грузії, де бельгійці посіли останнє місце у групі. Всього на молодіжному рівні зіграв у 7 офіційних матчах.
13 жовтня 2023 року дебютував в офіційних матчах у складі національної збірної Бельгії в грі відбору на Євро-2024 проти Австрії (3:2), вийшовши на заміну замість Жеремі Доку в кінці другого тайму.

## Статистика виступів

### Статистика клубних виступів
| Сезон             | Команда           | Чемпіонат         | Чемпіонат | Чемпіонат | Національний кубок | Національний кубок | Національний кубок | Континентальні кубки | Континентальні кубки | Континентальні кубки | Інші змагання | Інші змагання | Інші змагання | Усього | Усього |
| Сезон             | Команда           | Ліга              | Ігор      | Голів     | Ліга               | Ігор               | Голів              | Ліга                 | Ігор                 | Голів                | Ліга          | Ігор          | Голів         | Ігор   | Голів  |
| ----------------- | ----------------- | ----------------- | --------- | --------- | ------------------ | ------------------ | ------------------ | -------------------- | -------------------- | -------------------- | ------------- | ------------- | ------------- | ------ | ------ |
| бер. 2021         | «Ауд-Геверле»     | Д1                | 1         | 0         | КБ                 | -                  | -                  |                      | -                    | -                    |               | -             | -             | 1      | 0      |
| 2021–22           | «Ауд-Геверле»     | Д1                | 24        | 0         | КБ                 | 3                  | 0                  |                      | -                    | -                    |               | -             | -             | 27     | 0      |
| Усього за кар'єру | Усього за кар'єру | Усього за кар'єру | 25        | 0         |                    | 3                  | 0                  |                      | -                    | -                    |               | -             | -             | 28     | 0      |

## Титули і досягнення
- Чемпіон Бельгії (1):

«Антверпен»: 2022/23
- Володар Кубка Бельгії (1):

«Антверпен»: 2022/23